# Karjalainen (efternamn)
Karjalainen är ett vanligt efternamn i Finland, som 1992 återfanns på 26:e plats. Ordet syftar på "karelare".
Efternamnet har funnits i Savolax från 1500-talet. Namnet avslöjar varifrån landskapet har fått inbyggare. Från Savolax har dessa sedan spridit sig till Nordkarelen på 1600-talet. Namnet har förts ända upp till Tornedalen av savolaxare. 

## Personer med efternamnet Karjalainen
Samtliga personer har finländsk nationalitet
- Ahti Karjalainen (1923–1990), politiker, centerpartist, Finlands stats- och utrikesminister
- Anniina Karjalainen, sångerska
- Henri Karjalainen (född 1986), racerförare
- Juho Karjalainen (född 1947), grafiker, tecknare och målare
- J. Karjalainen (född 1957), musiker, låstskrivare och kompositör
- Kyösti Karjalainen (född 1967), ishockeyspelare
- Matti Antero Karjalainen (1946–2010), en finländsk akustiker
- Olli-Pekka Karjalainen (född 1980), släggkastare
- Tuomo Karjalainen (född 1980), ishockeymålvakt